# Plesná
Plesná (Duits: Fleißen) is een stadje in de Tsjechische regio Karlsbad. Het ligt in het Boheems Vogtland tegen de Duitse grens aan.
Plesná heeft een eigen spoorwegstation Plesná aan de spoorlijn Adorf (Duitsland) - Františkovy Lázně.

## Bezienswaardigheden
- Katholieke kerk uit 1898
- Jodenbegraafplaats, aan de weg naar Velký Luh, uit 1895
- Drie stenen kruisen uit de 16e eeuw

## Geboren in Plesná
- Anton Pauker (29 september 1875) componist en dirigent